# فادية أحمد
فادية أحمد (من مواليد 1975م) هي مصورة وفنانة ومخرجة أفلام لبنانية - إسبانية.
تركز أعمال فادية إلى حد كبير على إنشاء قصص من خلال التصوير الفوتوغرافي. كما رسمت العديد من الصور الشخصية والمناظر الطبيعية، ولا سيما في إفريقيا والشرق الأوسط وآسيا. وتهتم فادية بالقضايا الإنسانية، وأصدرت سلسلتين من الصور والأفلام عن اللاجئين في لبنان بعنوان قد تكون أنت.

## الخلفية
وُلدت فادية في أليكانتي بإسبانيا لأبوين لبنانيين فرّا من الحرب الأهلية اللبنانية في السبعينيات. عادت فادية إلى لبنان في عام 1991م، وأكملت دراستها الجامعية في معهد الدراسات والعلوم السمعية والسينمائية في بيروت. وحصلت على دورات في التصوير الفوتوغرافي بالإضافة إلى دراسة صناعة الأفلام والتصوير السينمائي.

## مشاريع مختارة
جاء أحدث مشاريع فادية بيروت (2019) تكريمًا للبيئة الحضرية، والتركيبة السكانية المُعقدة، والعمارة الحنينية لعاصمة لبنان. سارت فادية لإكمال سلسلة الصور هذه في مسار يومي من 10452 خطوة عبر العاصمة من حي مار مخايل إلى النادي الرياضي، وهو مكان اجتماعي يقع في حي الروشة. وتعكس عدد الدرجات الصورة المربعة للأرض الوطنية اللبنانية، مما يشير إلى بيروت كعالم مصغر يمثل البلد بأكمله. ويجسد هذا المشروع اهتمام فادية بوطنها وارتباطها به، ولا سيما في التكوين المرقّع لبيروت، ورغبتها في معالجة التغييرات المستمرة في نسيج المدينة على مدى العقد الماضي. كما ينقسم المشروع إلى أقسام تشمل الجغرافيا الحضرية، ومحطة القطار، والتناقضات المعمارية في الماضي والحاضر، والمجتمعات السكانية، وحياة الشوارع، والصيادين، ومنتزه البحر والكورنيش.
كان من المقرر أن يكون معرض بيروت معرضًا متنقلاً. وكانت وجهتها الأولى متحف بيت بيروت في عام 2019، وهو متحف لمنزل تاريخي بُني عام 1924 يقع على الخط الأخضر التاريخي بلبنان، فصل بيروت الشرقية والغربية خلال الحرب الأهلية اللبنانية. وأُقيم المعرض في وقت لاحق في المتحف الوطني للفنون الجميلة في عمان بالأردن.
حكّمت فادية في الموسم الثاني من برنامج اكتشاف المواهب الفنية التشكيلية World Art Collector Incubator في أغسطس 2021، وهي سلسلة مخصصة للفنانين اللبنانيين. ويهدف البرنامج إلى تسليط الضوء على الفنانين اللبنانيين الواعدين والترويج لهم.

## بيروت، عقب الانفجار
بدأت فادية في أعقاب انفجار بيروت في 4 أغسطس 2020، في تصوير فيلم وثائقي، استند بالأساس على معرض بيروت. وتناول الفيلم السكان المحليين، والهندسة المعمارية التاريخية، والحياة اليومية في أعقاب الانفجار. كما يعرض مقابلات مع سلسلة واسعة من الأفراد الذين شهدوا على الحدث المأساوي. وقالت المخرجة عن الفيلم الوثائقي:
"أظهرت الأخبار الانفجار وعواقبه، ولم تظهر التأثير النفسي على سكان بيروت؛ فكان من المهم بالنسبة لي أن أوضح مدى ضخامة الأثر النفسي لذلك الانفجار. كما كان لدى الناس الكثير ليقولونه، لكن لم تُتح لهم الفرصة أبدًا لقول ذلك. سيلاحظ الجمهور أن الفيلم الوثائقي يبدو وكأنه ينتهي في حالات مختلفة. يرمز هذا إلى قصتنا التي لا تنتهي، حيث لا توجد بداية محددة ولا نهاية كذلك، ولكننا شعب على أعتاب الموت على الدوام؛ مواصلين تلك الحالة في كل مرة نعتقد أنها النهاية".
صدر أول فيلم وثائقي طويل لفادية بيروت عقب الانفجار (بالانجليزية Beirut the Aftermath) في عام 2021. وعُرض الفيلم في العديد من المهرجانات السينمائية وحاز على عدد من الجوائز منها المركز الثاني في فئة الأفلام القصيرة في مهرجان الفيلم اللبناني في كندا وأربع جوائز في مهرجان القارات الخمس الدولي السينمائي 2021 بفنزويلا.

### الجوائز والمهرجانات
- مهرجان الفيلم الكندي اللبناني في كندا 2021: الاختيار الرسمي والمركز الثاني الحائز على جائزة الفيلم الوثائقي الطويل.[14]
- مهرجان الفيلم الكندي اللبناني: عرض فيلم بيروت عقب الانفجار (بالانجليزية Beirut the Aftermath) في سينما غوزو بكوت فيرتو في مونتريال بكندا.
- مهرجان الرباط الدولي لسينما المؤلف: اختيار رسمي
- مهرجان أرجنتيل السينمائي الدولي 2021 - الفائزة بنسخة يوليو.[15]
- مهرجان القارات الخمس السينمائي 2021: اختيار رسمي وأربع جوائز: أفضل فيلم وثائقي نصف طويل، وأفضل فيلم طويل من إخراج امرأة، وأفضل ملصق لفيلم روائي طويل تنويهي خاص.
- محكمة في الموسم الثاني من برنامج اكتشاف المواهب الفنية التشكيلية World Art Collector Incubator عام 2021.
- مهرجان الأفلام الاجتماعية ذات الصلة: الاختيار الرسمي، مخرجات الأفلام.
- معرض من بيوريا إلى لبنان، من 30 نوفمبر 2021 إلى 9 يناير 2022، في متحف بيوريا ريفرفرونت.
- المعرض الختامي عندما تتدلى الحياة بخيط رفيع، من 1 إلى 31 مارس 2022 في إكسبو 2020 بدبي.
- عُرض الفيلم في مسرح جريفيث بجامعة ديوك في 29 مارس 2022.